# Мишуста, Николай Иванович
Николай Иванович Мишуста — Заслуженный художник Российской Федерации; член ВТОО «Союз художников России» с 1993 года; член правления ВТОО «Союз Художников России»; председатель Вологодского регионального отделения ВТОО «Союз Художников России» с 2000 года. Его работы в технике монотипии известны не только по всей стране, но и за рубежом.
Мишуста — один из российских художников, использующих современную монотипию. В результате многолетней работы художник открыл новые возможности монотипии и разработал свою оригинальную технику. Его работы находятся в собраниях картинных галерей и частных коллекциях по всему миру. В признание за его творческую деятельность Мишуста награждён многочисленными орденами, медалями, знаками отличия, наградами Министерства культуры РФ и Российской академии художеств, наградами и дипломами субъектов Российской Федерации и Союза художников России. Также Мишуста является общественным деятелем, представителем в ряде общественных организаций России.

## Биография

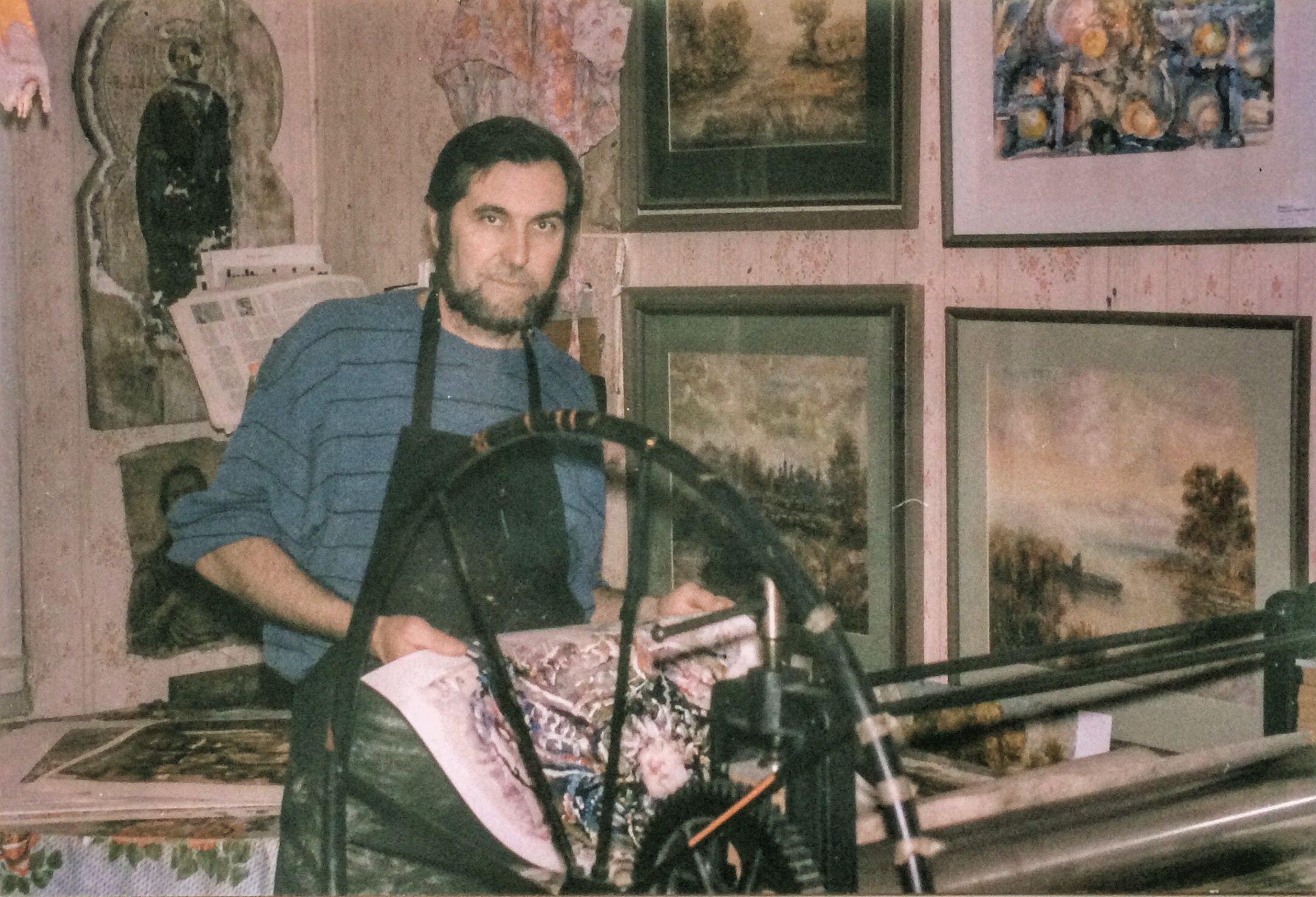
В процессе работы

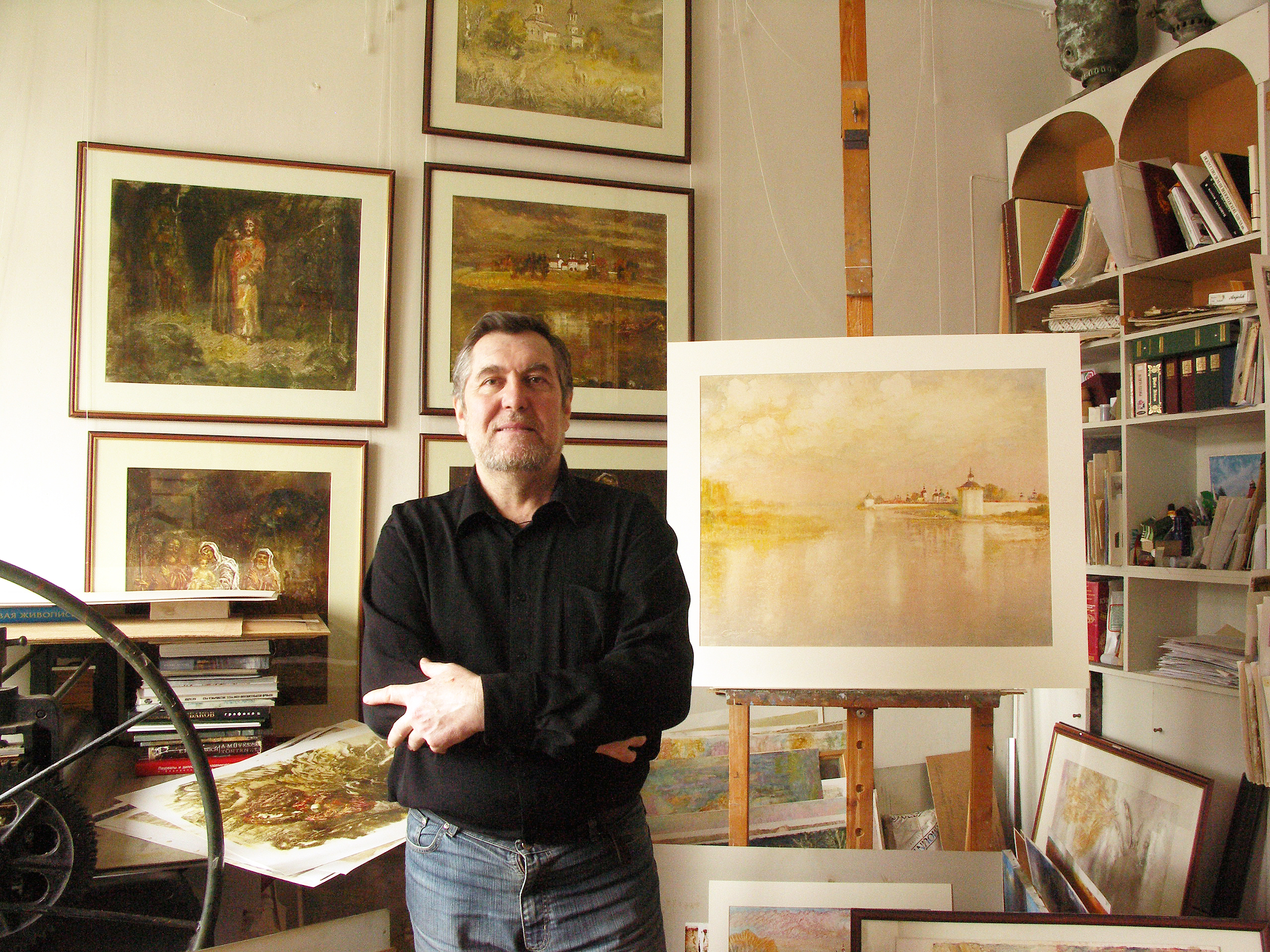
В мастерской

Родился 13 мая 1953 года в селе Николаевка Петропавловского района Днепропетровской области. Окончил Одесское государственное художественное училище имени М. Б. Грекова (1970—1976), затем Украинский полиграфический институт имени Ивана Фёдорова во Львове (1977—1983). С 1978 года постоянно живёт в Вологде.
В Вологду впервые он приехал в 1977 году. Природа русского севера настолько его впечатлила, что в 1978 году он переехал сюда на постоянное место жительства и именно с этим местом связывает все свои художественные находки.
Мишуста заявил о себе как о профессионале в области цветного и чёрно-белого станкового эстампа. Он перепробовал множество видов гравюры, экспериментировал с пейзажами и натюрмортами.
Начинал он как график, а затем нашёл себя в уникальной технике — цветной монотипии.
С 1993 года Мишуста является членом «Союза художников России». В 2005 году ему присвоено звание «Заслуженный художник Российской Федерации». С 2000 по 2007 год и с 2010 по настоящее время — председатель Вологодского регионального отделения ВТОО «Союз художников России». Член правления ВТОО «Союз художников России». В современном вологодском изобразительном искусстве Мишуста является единственным художником, последовательно и целенаправленно работающим в монотипии. В его монотипиях классические приемы сочетаются с новаторскими, принадлежащими лишь ему одному.
В 2024 году Николаю Ивановичу присвоили Почётное звание «Почётный академик Российской академии художеств».

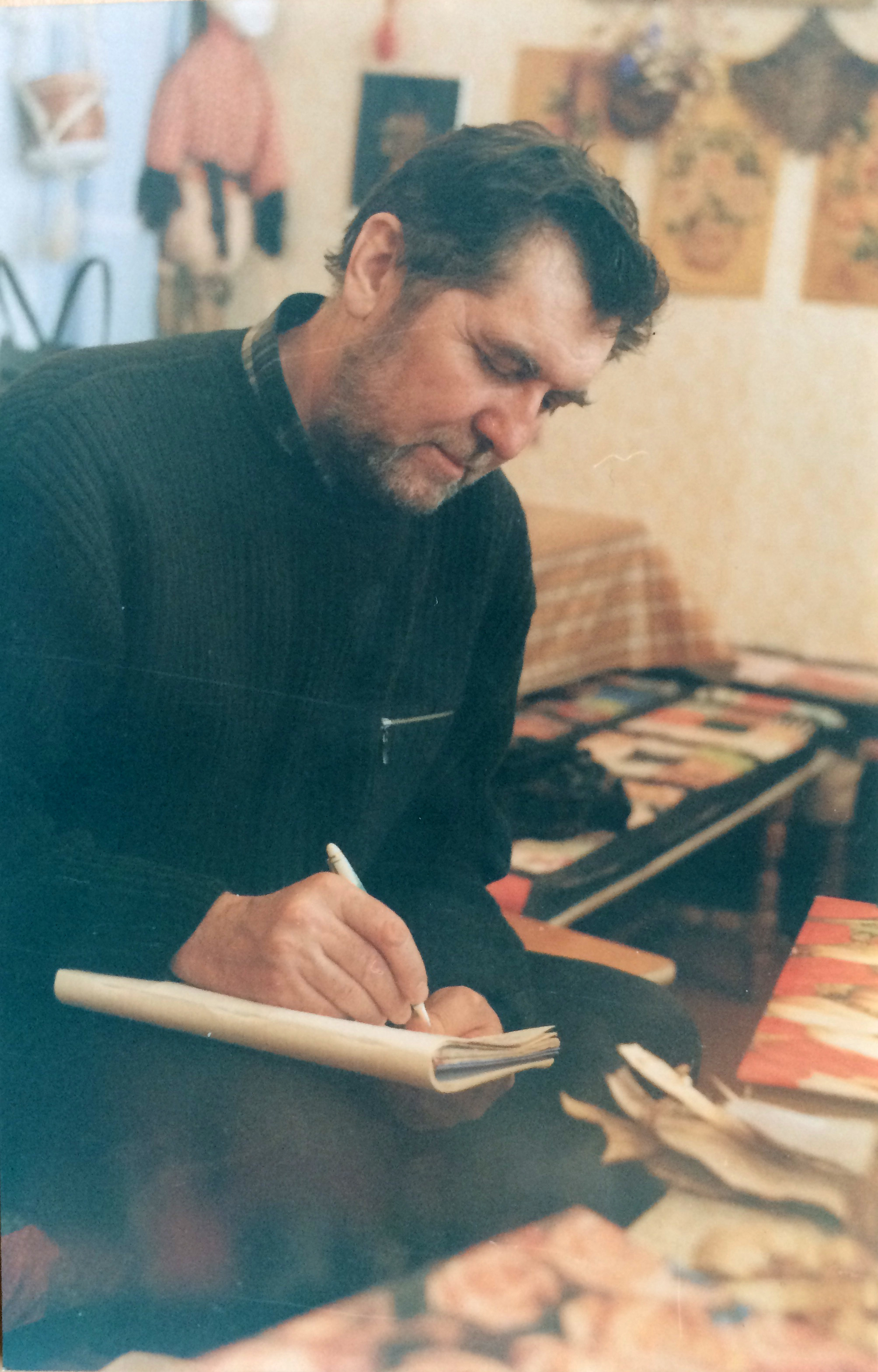
Фото из личного архива

## Творческая деятельность
Старинную технику живописи художник модернизировал по-своему. Именно эта область графики, по мнению автора, позволила ему проявить свои профессиональные возможности, раскрыть свою творческую индивидуальность. Уникальный метод создания многослойной монотипии, выработанный Мишустой, сродни методам живописцев классической школы, создававших свои произведения поэтапно, от эскиза, через подмалёвок к лессировкам.
По словам художника, прежде чем приступить к творчеству, образы продумывает в голове. Каждая картина готовится задолго до её воспроизведения.
Картины, выполненные в такой технике, художник пишет за один раз, иначе краска засохнет и оттиск не получится. На каждую работу уходит по несколько часов. «Когда я погружаюсь в состояние творческого экстаза, если так можно сказать, то я забываю обо всём на свете. В этой ситуации мне хочется выразить свои чувства и успеть закончить эту работу. Накал импровизации именно в том, чтобы сделать всё за один приём».
Процесс создания монотипии: на гладко отполированную металлическую доску масляными красками наносится рисунок, который переводится на бумагу путем оттиска, выполненного на офортном станке или при помощи валика. Художнику необходимо учитывать множество разнообразных факторов — и плотность красочного слоя, и фактуру бумаги, и даже силу давления пресса на печатную форму. Особенность монотипии в том, что в процессе работы художник получает единственный эксклюзивный оттиск.
Мишуста описывает свою технику так: «Я работаю не на цинке, а на больших пластиковых формах, пишу маслом на специальных растворителях, чтобы они могли долго сохранять свежесть и потом перешли на картон или какие-то другие носители. Я печатаю на твёрдой грунтованной основе, которая не впитывает в себя краску и остаётся свежесть самого оттиска. И в то же время я не применяю белила, чтобы не замутнить колорит. У меня акварельный принцип монотипии, когда грунт просвечивает, и создается такая свежесть и свечение красочного слоя». При создании таких работ, все изображения на базовой поверхности художник пишет зеркально, чтобы при оттиске получилась нужная картина.
Библейская тематика занимает особое место в творчестве художника. По словам Николая Мишусты — это «вечная тема, с актуальной философской каймой».
Художник говорит о своей технике: «Монотипия — старинная техника, а какие возможности она открывает! Ей подвластно всё: и глубина библейского сюжета, и лирические тончайшие переходы пейзажа, и нежные женские образы, и драматические эпизоды». Кажется, его картины наполнены легкостью, музыкой, артистизмом, и о трудоемкости этой работы даже не думаешь.
В диапазоне творческих интересов художника особое место занимает литературная тема. Художник-лирик, пишущий стихи; художник-философ, пытающийся разгадать магическую силу красоты, — ему близка природа поэтического вдохновения, глубоко созвучны темы и мотивы поэзии Николая Рубцова — любовь к Родине и её истории, восхищение видами северной природы, утверждение вечных ценностей и идеалов. Он начал сочинять стихи, когда впервые приехал на Бобришный угор, где находятся и рабочий дом поэта Александра Яшина, и его могила. Николая Мишусту настолько впечатлила природа тех мест, что у него пробудился и поэтический талант.

## Награды

### Ордена. Медали. Знаки отличия
— Знак «За доблестный труд во благо Вологды». 2018
— Золотая медаль Союза художников России «Традиции, духовность, мастерство». 2013
— Золотой знак Союза художников России. 2013
— Орден «За служение Отечеству» III степени (Святых Великого князя Дмитрия Донского и Преподобного игумена Сергия Радонежского)". 2006
— Знак «Заслуженный художник России». 2005
— Знак Союза художников России «60 лет Победы». 2005
— Медаль ордена «За служение Отечеству» III степени (Святых Великого князя Дмитрия Донского и Преподобного игумена Сергия Радонежского)". 2003

### Награды Министерства культуры РФ
— Благодарность Министерства культуры РФ. 2013
— Почетный знак Министерства культуры РФ «За достижения в культуре». 2002

### Награды Российской академии художеств
— Серебряная медаль Российской академии художеств. 2006
— Диплом Российской академии художеств за успешное участие в художественной выставке «Северо-Запад». 2006
— Диплом Российской академии художеств. 2003

### Награды субъектов Российской Федерации
— Диплом лауреата XI Региональной художественной выставки «Российский Север» Правительства республики Коми за создание творческих произведений в области графики. 2013
— Благодарность Вологодской городской Думы. 2013
— Благодарность Управления внутренних дел Вологодской области. 2010
— Почетная грамота Главы города Вологды. 2009
— Почетная грамота Губернатора Вологодской области. 2003
— Почетная грамота департамента культуры Вологодской области "За особый вклад в проведение IX Региональной выставки «Российский Север». 2003
— Почетная грамота Администрации Вологодской области. 1995
— Благодарность Главы города Вологды. 2001
— Благодарность Губернатора Вологодской области. 1999

### Дипломы Союза художников России
— Благодарность «За большой вклад в развитие современного изобразительного искусства Российской Федерации». 2019
— За особый вклад в подготовку и проведение Всероссийской выставки пейзажной живописи «Образ Родины». 2006
— За успешное участие во Всероссийской художественной выставке «Возрождение». Белгород. 2005
— За успешное участие во Всероссийской художественной выставке «Возрождение». Воронеж. 2003
— За успешное участие во Всероссийской выставке «Имени Твоему». 2001
— За участие в региональной выставке «Провинция. Столица». Ярославль. 2001
— За успехи в творчестве и содействие развитию изобразительного искусства России. 2000
— За успешное участие в IX Всероссийской художественной выставке «Россия». 1999